# Nowa Hrebla (obwód winnicki)
Nowa Hrebla (ukr. Нова Гребля) – wieś na Ukrainie, w obwodzie winnickim, w rejonie chmielnickim, siedziba hromady. W 2023 liczyła 1150 mieszkańców.